# تلمبة منصوري دو (نغار بردسير)
تلمبة منصوري دو (بالفارسية: تلمبه منصوری 2) هي مستوطنة تقع في إيران في كرمان.